# العظمة (فلم)
العظمة (بالإنجليزية: The Prestige) هو فيلم غموض وإثارة نفسية صدر سنة 2006، من إخراج كريستوفر نولان الذي شارك في كتابة السيناريو إلى جانب شقيقه جوناثان نولان، اقتباسًا عن الرواية التي تحمل الاسم نفسه للكاتب كريستوفر بريست. يتبع الفيلم قصة الساحر روبرت أنجير ومنافسه ألفريد بوردن في لندن عند نهاية القرن التاسع عشر، حيث يصبحان مهووسان بابتكار أفضل خدعة بصرية مهما كلف الثمن.
الفيلم من بطولة هيو جاكمان بدور روبرت أنجير وكريستيان بيل بدور ألفريد بوردن وديفيد بوي بدور نيكولا تسلا. الفيلم أيضاً من بطولة مايكل كين وسكارليت جوهانسون وبايبر بيرابو وريبيكا هول وأندي سركيس.
كريستوفر وجوناثان نولان اللذان كتبا السيناريو استخدما السرد غير الخطي فيه. صدر الفيلم في 20 أكتوبر 2006، وتلقى مرجعات إيجابية من النقاد وحقق إيرادات قوية في شباك التذاكر. رشح الفيلم لجازئتي أوسكار، أفضل تصوير سينمائي وأفضل تصميم إنتاج.

## القصة
في نهاية القرن التاسع عشر في مدينة لندن، يعمل الصديقان روبرت وألفريد كمساعدان لأحد السحرة المشهورين بالاشتراك مع جوليا زوجة روبرت الحبيبة.
لكن عندما تموت جوليا عن طريق الخطأ أثناء مشاركتها في إحدى الخدع السحرية، يقوم روبرت بإلقاء اللوم على ألفريد ويتطور الخلاف بينهما حتى يتحولان إلى أعداء.
ومع مرور الوقت يصبح روبرت وألفريد من أشهر الممارسين لفن الخداع السحري على المسارح وتشتعل المنافسة بينهما فيحاول كل منهما تخريب خدع الآخر وإفسادها أمام الجماهير.
وعندما يقوم ألفريد بابتكار خدعة جديدة ناجحة تجذب إليه أنظار الجميع، يصاب روبرت بغيرة كبيرة ويصر على معرفة سر خدعة ألفريد الجديدة وهو ما يؤدي إلى نتائج مأساوية.
يمتلئ الفيلم بالصدامات الملحمية بين طرفي القصة في محاولة لإثبات الأفضل والأحسن بينهما ويقوم على حبكة درامية تمتزج بالإثارة والتشويق وتستكمل بالمغامرة التي يقوم بها روبرت انجير نحو الولايات المتحدة الامركية في محاولة لكشف اللثام عن خدعة ألفريد بوردن .يلتقي انجير العالم الشهير والفزيائي المعروف نيكولا تيسلا ويطلب منه اختراع آلة تمكنه من تطبيق خدعة الرجل المنقول دون اللجوء لبديل أجاب تيسلا بداية بالرفض لكنه استدرك الأمر بالموافقة بسبب تمويل أنجير له وبعدها غادر تيسلا منزله دون إعلام تاركا سوى ملاحظة علقت على باب الآلة ضمنت الملاحظة طرق الاستعمال مع التشديد علي خطورتها ووجوب التخلص منها .بعد مرور 3 سنوات على مغادرته يعود أنجير إلى لندن مع آلة تسلا أملاً منه في التغلب علر بوردن يطلب الأخير خدمة من صديقه السابق سيد كاتر بتنظيم عرض أخير يقوم فيها بالكشف عن خدعة الرجل المتنقل واستخدام الألة الجديدة، أثناء كل ذلك يعلم بوردن بعودة أنجير من السفر وفي جعبته خدعة تفوق ما ملكت أيمانه من خدع فخلق ذلك نوعا من الحقد والغيرة في قلبه غالبها فضوله لرؤية الخدعة الجديدة وكشف اللثام عن حقيقتها يقوده إصرار وحماس لكشف المجهول ما أدى به لحضور عرض السيد أنجير ودخول خلفية المسرح لمعرفة حقيقة الخدعة ومن يقف ورائها. يزداد تشويق الفيلم والإثارة التي يقدمها بعد تنفيذ السيد أنجير للخدعة أمام قاعة تعج بالحاضرين كسر صمتهم اختفاءه من عتبة المسرح وصيرورته للمجهول عقبه تصفيق كثيف من الجمهور الذي غاب عنه أن السيد أنجيير سقط داخل قفص مائي مبني تحت عتبة المسرح وذلك أمام أنظار بوردن الذي حاول كسر القفص دون جدوي، موت السيد أنجيير أدى إلى اتهام بوردن بالضلوع في قتله عقبها محاكمة علنية إنتهت بالحكم بالإعدام، بعد هذا يحاول رجل أعمال ثري شراء الآلة وافتكاك ابنة بوردن الذي يرعاها صديقه ومعاونه فالين وسرعان ما ينجح في ذلك ما أثار غضب بوردن والسيد كاتر على حد سواء وفي محاولة من الأخير لإقناع رجل الأعمال بالعدول عن شراء آلة تسلا الخطيرة يذهب لمنزله ليجد أن روبرت أنجير هو نفسه رجل الأعمال وأنه مازال حيا يرزق وأن الألة يمكنها نسخ البشر .يقرر أنجيير مغادرة المدينة في نفس زمن إعدام بوردن يحمل آلاته وتجهيزاته من داخل القبو الذي يدخله رجل ملثم يصعب معرفة ملامحه من جهة أخرى يقتاد بوردن نحو حبل المشنقة الذي إلتف حول رقبته ويطلب منه أحد الرجال أن يقول كلمته الأخيرة فيقول «أبرا كدابرا» وينفذ الحكم وفي الجهة الأخرى وفي نفس الوقت يطلق أحدهم على أنجيير رصاصة في بطنه يلتفت فيجد أنه بوردن. يسود الصمت ثم يفهم أنجيير أن الخدعة لم يكن ورائها سحر إنما شخصان متشابهان لحد كبير كانا بوردن وفالن وينتهي الفيلم بحوار بين بوردن وأنجيير .

## وصلات خارجية
- مقالات تستعمل روابط فنية بلا صلة مع ويكي بيانات